# Acide homocitrique
L'acide homocitrique est un acide tricarboxylique dont la base conjuguée est l'homocitrate, naturellement présent comme composant du cofacteur fer-molybdène de certaines nitrogénases. C'est un homologue de l'acide citrique par addition d'un pont méthylène, d'où le préfixe homo. À la différence de ce dernier, l'acide homocitrique est chiral. Par ailleurs, il est en équilibre avec une forme lactone :

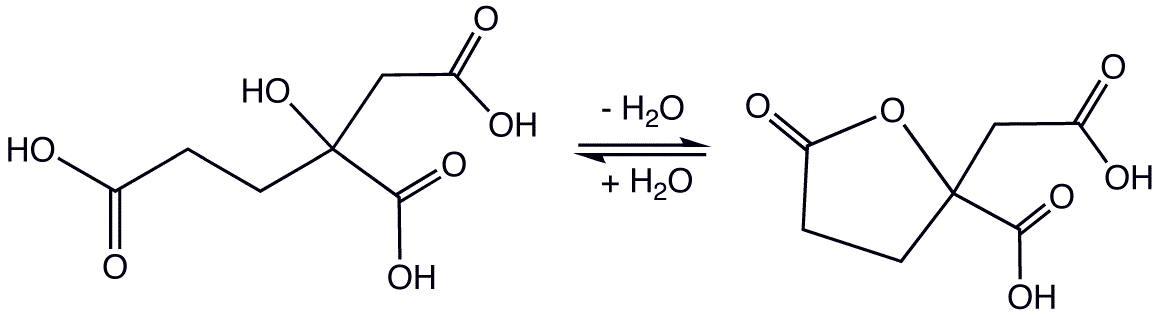
Formes à chaîne ouverte et lactone de l'acide homocitrique.